# Casbia scardamiata
Casbia scardamiata là một loài bướm đêm trong họ Geometridae.